# Grand Prix Formule 1 van Maleisië 2006
De Grand Prix Formule 1 van Maleisië 2006 werd gehouden op 19 maart 2006 op het Sepang International Circuit in Sepang.

## Uitslag
| Positie | Nummer | Rijder               | Team                  | Ronden | Tijd/Opgave | Startplaats | Punten |
| ------- | ------ | -------------------- | --------------------- | ------ | ----------- | ----------- | ------ |
| 1       | 2      | Giancarlo Fisichella | Renault               | 56     | 1:30:40.529 | 1           | 10     |
| 2       | 1      | Fernando Alonso      | Renault               | 56     | +4.585      | 7           | 8      |
| 3       | 12     | Jenson Button        | Honda                 | 56     | +9.631      | 2           | 6      |
| 4       | 4      | Juan Pablo Montoya   | McLaren - Mercedes    | 56     | +39.351     | 5           | 5      |
| 5       | 6      | Felipe Massa         | Scuderia Ferrari      | 56     | +43.254     | 21          | 4      |
| 6       | 5      | Michael Schumacher   | Scuderia Ferrari      | 56     | +43.854     | 14          | 3      |
| 7       | 17     | Jacques Villeneuve   | BMW Sauber            | 56     | +1:20.461   | 10          | 2      |
| 8       | 7      | Ralf Schumacher      | Toyota                | 56     | +1:21.288   | 22          | 1      |
| 9       | 8      | Jarno Trulli         | Toyota                | 55     | +1 Ronde    | 9           |        |
| 10      | 11     | Rubens Barrichello   | Honda                 | 55     | +1 Ronde    | 20          |        |
| 11      | 20     | Vitantonio Liuzzi    | Toro Rosso - Cosworth | 54     | +2 Rondes   | 13          |        |
| 12      | 19     | Christijan Albers    | MF1 - Toyota          | 54     | +2 Rondes   | 15          |        |
| 13      | 18     | Tiago Monteiro       | MF1 - Toyota          | 54     | +2 Rondes   | 16          |        |
| 14      | 22     | Takuma Sato          | Super Aguri - Honda   | 53     | +3 Rondes   | 17          |        |
| Ret     | 16     | Nick Heidfeld        | BMW Sauber            | 48     | Motor       | 11          |        |
| Ret     | 21     | Scott Speed          | Toro Rosso - Cosworth | 41     | Koppeling   | 12          |        |
| Ret     | 23     | Yuji Ide             | Super Aguri - Honda   | 33     | Gaskleppen  | 18          |        |
| Ret     | 15     | Christian Klien      | Red Bull - Ferrari    | 26     | Hydrauliek  | 8           |        |
| Ret     | 9      | Mark Webber          | Williams - Cosworth   | 15     | Hydrauliek  | 4           |        |
| Ret     | 14     | David Coulthard      | Red Bull - Ferrari    | 10     | Hydrauliek  | 19          |        |
| Ret     | 10     | Nico Rosberg         | Williams - Cosworth   | 6      | Motor       | 3           |        |
| Ret     | 3      | Kimi Räikkönen       | McLaren - Mercedes    | 0      | Ongeluk     | 6           |        |

## Wetenswaardigheden
- Eerste punten: BMW Sauber.
- Eerste podium: Honda
- Laatste overwinning: Giancarlo Fisichella.
- Rondeleiders: Giancarlo Fisichella 43 (1-17; 26-37; 43-56), Jenson Button 1 (18) en Fernando Alonso 12 (19-25; 38-42).
- Michael Schumacher, David Coulthard en Rubens Barrichello kregen 10 plaatsen straf op de grid door een motorwissel. Felipe Massa kreeg hiervoor 20 plaatsen straf, maar hij wisselde tweemaal zijn motor. Ralf Schumacher moest achteraan starten omdat hij een motor heeft gewisseld na de kwalificatie.

## Standen na de Grand Prix

### Coureurs
| Positie | Nummer | Rijder               | Team             | Punten |
| ------- | ------ | -------------------- | ---------------- | ------ |
| 1       | 1      | Fernando Alonso      | Renault          | 18     |
| 2       | 5      | Michael Schumacher   | Scuderia Ferrari | 11     |
| 3       | 12     | Jenson Button        | Honda            | 11     |
| 3       | 2      | Giancarlo Fisichella | Renault          | 10     |
| 5       | 4      | Juan Pablo Montoya   | McLaren          | 9      |

### Constructeurs
| Positie | Nummers | Team             | Rijders                              | Punten |
| ------- | ------- | ---------------- | ------------------------------------ | ------ |
| 1       | 1 2     | Renault          | Fernando Alonso Giancarlo Fisichella | 28     |
| 2       | 5 6     | Scuderia Ferrari | Michael Schumacher Felipe Massa      | 15     |
| 3       | 3 4     | McLaren          | Kimi Räikkönen Juan Pablo Montoya    | 15     |
| 4       | 11 12   | Honda            | Jenson Button Rubens Barrichello     | 11     |
| 5       | 9 10    | Williams         | Mark Webber Nico Rosberg             | 5      |

## Statistieken
| Snelste ronde | Fernando Alonso | Renault | 1:34.803 |

## Noot
- Dit was de 25ste podiumplaats voor Fernando Alonso.
- Vijfde snelste ronde voor een Spaanse coureur.

1999 · 2000 · 2001 · 2002 · 2003 · 2004 · 2005 · 2006 · 2007 · 2008 · 2009 · 2010 · 2011 · 2012 · 2013 · 2014 · 2015 · 2016 · 2017